# Calamus modestus
Calamus modestus är en enhjärtbladig växtart som beskrevs av T.Evans och T.P.Anh. Calamus modestus ingår i släktet Calamus och familjen Arecaceae. Inga underarter finns listade i Catalogue of Life.